# NGC 5847
NGC 5847 est une lointaine galaxie spirale située dans la constellation de la Vierge. Sa vitesse par rapport au fond diffus cosmologique est de 11 399 ± 14 km/s, ce qui correspond à une distance de Hubble de 168 ± 12 Mpc (∼548 millions d'al). NGC 5847 a été découverte par l'astronome allemand Albert Marth en 1865.